# Wild Horses (The Rolling Stones)
Wild Horses è una canzone del gruppo musicale rock dei Rolling Stones; scritta da Mick Jagger e Keith Richards, è la terza traccia del loro nono album Sticky Fingers, pubblicato nel 1971.
La rivista Rolling Stone ha inserito la canzone alla posizione numero 334 nella "lista delle migliori 500 canzoni di sempre" da loro redatta nel 2004.

## Descrizione

### Composizione e registrazione
La leggenda vuole che Mick Jagger scrisse il testo di Wild Horses basandosi sulla fine della sua relazione sentimentale con Marianne Faithfull, che stava giungendo al capolinea. La stessa Faithfull asserisce che la frase «Wild horses couldn't drag me away» ("I cavalli selvaggi non hanno potuto trascinarmi via"), contenuta nella canzone, fu la prima cosa che disse a Mick quando si risvegliò dal coma farmacologico provocatole da un'overdose nel 1969. Nelle note interne della raccolta di successi dei Rolling Stones Jump Back: The Best of The Rolling Stones pubblicata nel 1993, a proposito della canzone Jagger invece afferma: «Tutti hanno sempre detto che questa fu scritta con in mente Marianne, ma non penso che questo corrisponda a verità; era già finito tutto tra noi all'epoca. Ma ero veramente preso emotivamente da questo pezzo». Keith Richards scrisse la malinconica melodia pensando alla lontananza dal figlio Marlon, alla quale era costretto a causa dei continui viaggi e concerti con il gruppo e se ne venne fuori con l'espressione «Wild horses», poi utilizzata da Jagger nel testo del brano. Originariamente registrata nell'arco di tre giorni al Muscle Shoals Sound Studio in Alabama dal 2 al 4 dicembre 1969, la canzone non venne pubblicata sino all'anno successivo a causa di questioni legali inerenti ai diritti d'autore. Si tratta di una delle due composizioni dei Rolling Stones (l'altra è Brown Sugar) i cui diritti d'autore sono divisi tra il gruppo e il loro ex manager Allen Klein (come risultato di vari accordi contrattuali).

### Pubblicazione
Poco tempo prima della pubblicazione di Sticky Fingers Gram Parsons convinse Jagger e Richards a lasciargli incidere Wild Horses con il suo gruppo, i Flying Burrito Brothers. Mentre la versione dei Rolling Stones era ancora in attesa di uscire, la cover dei Burrito Brothers fu la prima a essere pubblicata, comparendo nell'aprile 1970 nel loro secondo album Burrito Deluxe un anno prima di Sticky Fingers. Pubblicata come secondo singolo estratto dall'album (solo negli Stati Uniti) nel giugno 1971, Wild Horses (lato b: Sway) raggiunse la posizione numero ventotto nella classifica di Billboard Hot 100. Infine nel 1996 ne fu pubblicata una seconda versione su singolo estratta dall'album Stripped.

## Formazione
- Mick Jagger – voce
- Keith Richards – chitarra acustica, chitarra elettrica, cori
- Mick Taylor – chitarra acustica
- Bill Wyman – basso
- Charlie Watts – batteria

Altri musicisti
- Jim Dickinson – piano

## Cover
La canzone è stata fatta oggetto di cover da parte di numerosi artisti, tra i quali: The Flying Burrito Brothers, Deborah Harry, The Sundays, Garbage, Elvis Costello, Neil Young, Gary Stewart, Old and in the Way, Leon Russell, Guns N' Roses, Johnny Goudie, Bush, Labelle, Robin Williamson, Jewel, Dave Matthews, Indigo Girls, Charlotte Martin, Chantal Kreviazuk, Molly Hatchet, Alicia Keys ft. Adam Levine, Tre Lux, Iron & Wine, Stone Sour, Honeytribe, Sheryl Crow, Deacon Blue, Elisa, Melanie Safka, John Barrowman, Susan Boyle, BlackHawk, The Lovemongers con Chris Cornell, Jay Sean con Antonia, Richard Marx con Jessica Andrews; e infine Robert Francis.